# David Byrne
David Byrne (Dumbarton, Escocia, 14 de mayo de 1952) es un cantante, guitarrista, compositor, cineasta y actor británico y estadounidense. Es un músico destacado y fue miembro fundador, vocalista y compositor de la banda Talking Heads (1975-1991), logrando gran éxito también en su carrera en solitario, además de colaborar con multitud de otros artistas.

## Biografía

### Primeros años
Byrne nació el 14 de mayo de 1952 en Dumbarton, Dunbartonshire, Escocia. Hijo de un ingeniero electrónico, al cumplir los dos años sus padres se trasladaron a Canadá, mudándose nuevamente a los ocho o nueve años, esta vez a las afueras de Baltimore (Estados Unidos). En su adolescencia tocó la guitarra en una serie de bandas tan solo como un pasatiempo.
En septiembre de 1970 ingresó como estudiante en la prestigiosa Escuela de Diseño de Rhode Island. Fue allí donde conoció a Tina Weymouth y Chris Frantz. En esta escuela estudió un programa funcional de diseño conocido como La Teoría Bauhaus, además de seguir un curso de arte conceptual. Por diferencias con sus profesores y pérdida de interés en la carrera, abandonó la escuela después de un año, y viajó por los Estados Unidos durante algún tiempo.
A su regreso a Baltimore, conoció a Marc Kehoe y juntos formaron un dúo llamado Bizardi. Bizardi existió desde febrero de 1971 hasta marzo de 1972. Durante su año de existencia, realizaron presentaciones en la escuela de arte, algunos teatros y el Club Playboy de Baltimore, antes de viajar a San Francisco, donde tocaron por las calles, manteniéndose con trabajos temporales en restaurantes.
Su repertorio consistía básicamente en viejas composiciones como "The Glory of Love", "April Showers" y el cancionero de Frank Sinatra. Lo que más se destacaba era "96 Tears", tema que luego David tocaría en vivo en 1992, durante su gira acústica por los Estados Unidos junto a Richard Thompson.
Cuando llegó la primavera, Marc Kehoe comenzó una carrera en la creación de películas y David decidió regresar al área de Providence, Rhode Island, para reunirse con sus amigos Chris Frantz y Tina Weymouth nuevamente.
David y Chris formaron una banda llamada The Artistics (también conocida como The Autistics), interpretando versiones de algunos temas antiguos, y Byrne contribuyó con un par de originales, entre ellos Psycho Killer, I'm Not In Love y Warning Sign, temas los cuales serían adoptados posteriormente por Talking Heads.

### Talking Heads

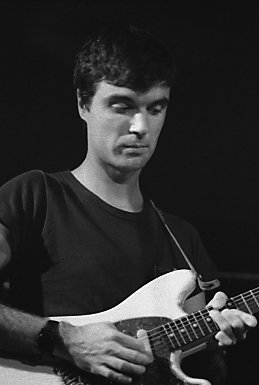
David Byrne mientras tocaba en Talking Heads, 1978.

Entre los pocos fanes cercanos al grupo estaba Tina Weymouth, quien con posterioridad se casaría con Chris Frantz. Después de que The Artistics dejara de existir a mediados de 1974, Byrne, Frantz y Weymouth decidieron comenzar una nueva banda. Los estudios musicales de Tina sirvieron para que tocara el bajo y Chris, la batería. Después de que los tres decidieran mudarse para el lado este de Nueva York, comenzaron a realizar importantes ensayos y, en mayo de 1975, encontraron un nombre para la banda: Talking Heads.
En junio de 1975, la banda realizó su primer concierto en el club CBGB de Nueva York como teloneros de los Ramones y a comienzos de 1976, realizaron sus primeros demos como First Week/Last Week... Carefree y Artists Only, para el sello Beserkeley. Estas grabaciones y los pequeños conciertos que habían brindado resultarían suficientes para que Sire Records se fijara en ellos y los contratara en noviembre de 1975.
En diciembre de 1976, el trío grabó su primer sencillo titulado Love Goes To Building On Fire/New Feeling, el cual fue lanzado a la venta a principios de 1977. A la banda luego se le adhirió el guitarrista y teclista Jerry Harrison, quien ya había tocado para The Modern Lovers y había grabado junto a ella su disco debut, considerado como uno de los mejores álbumes de rock de toda la historia.
Para el mes de abril, la banda ya de cuatro integrantes comenzaba a grabar su primer álbum, el cual fue completado en julio luego de una serie de conciertos por Europa.
Talking Heads: '77 fue lanzado a la venta en septiembre de 1977 en los Estados Unidos. El debut no fue un gran éxito, a pesar de ser considerado como uno de los mejores discos de todos los tiempos (incluido en la lista de los Mejores 500 Álbumes según la revista Rolling Stone). Esta grabación incluía el excelente tema New Feeling, lanzado anteriormente en el primer sencillo de la banda, y Psycho Killer, uno de los temas que aún David Byrne continúa tocando en vivo en sus conciertos como solista, y el cual ingresó sorpresivamente al ranking de los sencillos de Billboard por un par de semanas.
La banda continuaría la línea de su primer trabajo con el álbum More Songs About Buildings And Food, lanzado tan solo un año después, y al cual se le integraba como productor el músico Brian Eno. Los dos últimos temas de este trabajo, Take Me To The River, una versión de un clásico de Al Green y The Big Country, eran totalmente diferentes a los anteriores y servirían como un adelanto del sonido utilizado en los futuros discos de la banda. El primero de ellos fue tocado en el programa Saturday Night Live la primera vez que la banda se presentó allí, además de otro gran tema del disco llamado Artists Only.
El grupo grabó su oscuro tercer disco titulado Fear Of Music en 1979, del cual se destaca Life During Wartime, I Zimbra (tema que relata un poema de Hugo Ball), Heaven, la cual es la composición más melódica del disco, y Cities. También en este año Talking Heads tocó en vivo en el programa de televisión Saturday Night Live por segunda vez, nuevamente con la canción Take Me To The River y el corte de Fear of Music I Zimbra.

### Década de 1980
Remain in Light, el mejor trabajo de la banda según muchos críticos,[cita requerida] fue lanzado en 1980 y también fue incluido en la lista de los 500 mejores discos de todos los tiempos. Este disco incluía Once In A Lifetime, el tema que representaba el primer video musical lanzado por el cuarteto, considerado por muchos como uno de los videos más innovadores en la historia de la música.[cita requerida] En este álbum participó por última vez Brian Eno. El segundo sencillo de Remain in Light fue Crosseyed And Painless.
En 1981, la banda decidió tomar un descanso y retomó las giras en 1982, hasta regresar a grabar un nuevo álbum de estudio recién en 1983.
En 1981, David Byrne comenzó a grabar junto a Brian Eno el álbum My Life In The Bush Of Ghosts, que se basaba en grabaciones de periodistas de radios de Nueva York utilizadas sobre bases rítmicas. El proyecto fue uno de los pioneros de la utilización de 'Samples' en distintos ritmos de música, una característica muy utilizada por el hip hop, y, fue citado por grupos muy importantes de rap (como Public Enemy) como su principal influencia.
Uno de los mejores temas del disco y el que lo abre, America Is Waiting, fue elegido como el primer sencillo y fue acompañado de un video musical dirigido por Bruce Conner.
En ese mismo año, David lanzaba al mercado su primer disco completamente solista, titulado The Catherine Wheel: Complete Broadway Score. La música de este disco (mitad instrumental y mitad vocal) sirvió como banda sonora para una obra de Broadway dirigida por Twyla Tharp. Los temas que se destacan de ese trabajo son What A Day That Was y Big Blue Plymouth (Eyes Wide Open).
En 1982, Talking Heads comenzó su gira con una importante serie de músicos acompañándolos (entre ellos el guitarrista Adrian Belew, Alex Weir, Nona Hendryx, etc.). Fue una gira muy interesante la cual fue parte registrada en el primer LP en vivo de la banda llamado The Name Of This Band Is Talking Heads. Este trabajó contenía además temas grabados en anteriores conciertos.
Las grabaciones en vivo del álbum The Name Of This Band... fueron lanzadas en 1982 solamente en formato vinilo, y se demoró 22 años para que salieran remasterizadas en formato de doble CD.
Para el año 1983, Talking Heads ya tenía pronto un nuevo disco de estudio titulado Speaking In Tongues, un disco en donde ya no aparecía Brian Eno pero seguía la línea del anterior trabajo de la banda (Remain In Light de 1980), agregándole estructuras de canciones pop.
Fue el primer álbum en tres años y dejó a la banda su primer sencillo Top 10 en Estados Unidos, Burning Down The House, un tema con ritmos funky acompañado por un video musical, nominado a la categoría de «Mejores Efectos Musicales» en la primera entrega de los MTV Video Music Awards, en 1984. El tema también estuvo nominado a un premio Grammy como «Mejor Interpretación Vocal Rock Por Un Grupo o Dúo»: esa nominación no se pudo ganar, pero el artista Robert Rauschenberg ganó uno de los importantes premios por la creación de la portada del disco. El segundo sencillo del álbum fue This Must Be the Place (Naive Melody), la primera balada importante del grupo, la cual vendría también acompañada por un video musical, y, el tercer sencillo fue del tema Swamp.
Speaking In Tongues fue el primer disco de Talking Heads en vender más de un millón de copias en América.[cita requerida] Luego del lanzamiento de este disco, la banda se embarcó en otra extensa gira para promocionarlo, la cual resultaría ser la última en la historia de la banda. Esta gira fue capturada en la película Stop Making Sense, del director Jonathan Demme, quien posteriormente dirigió la película The Silence of the Lambs.
Stop Making Sense es considerado como uno de los mejores conciertos de la historia del Rock N' Roll.[cita requerida] La banda presentó los temas más importantes de su quinto álbum Speaking In Tongues, más lo mejor de los cuatro anteriores lanzamientos. Se destacan la gran interpretación de "Psycho Killer", además de "Take Me To The River", "Life During Wartime", "Once In A Lifetime" y "Burning Down The House", entre otros.
Estas grabaciones fueron tomadas por el director Jonathan Demme y el cinematógrafo Jordan Cronenweth durante cuatro shows en el Pantages Theatre de Hollywood, y capturaban al cuarteto en el máximo de su energía. Además, fue la primera película de sonido completamente digital de toda la historia.[cita requerida]
El videoclip de "Once In A Lifetime", extraído del concierto, fue seleccionado para promocionar la película a través de distintas señales musicales como MTV, además de haber sido nominado a «mejor interpretación en un escenario» en la entrega de los MTV Video Music Awards en 1985.
También se lanzó, además de la película, su banda sonora, con los mejores nueve temas de los cuatro conciertos. El disco vendió más de dos millones de copias y lanzó varios sencillos, entre los cuales se destacan "Slippery People", quizás el éxito más grande de la banda en Europa,[cita requerida] y una versión renovada de "Girlfriend Is Better" (ambos temas en sus versiones originales se incluían en Speaking In Tongues). Gracias a esta filmación, lograron ganar el premio a «mejor documental» en los Premios de Críticos del Cine (Film Critics Awards).
Un año después de Stop Making Sense, Byrne comenzó a trabajar en su segundo trabajo solista, esta vez componiendo música para la banda sonora de la obra de teatro de Robert Wilson The Civil Wars. El título del disco fue Music For The Knee Plays, y era mitad instrumental y mitad vocal, al igual que su primer trabajo. La pieza que más se destaca de este trabajo es su último tema, "In The Future". Este álbum nunca se lanzó en formato CD, y actualmente es muy difícil de encontrar su versión original en vinilo.[cita requerida]
Más tarde en ese mismo año, 1985, David Byrne recibe en la segunda entrega de los premios MTV Video Music Awards el premio Video Vanguard Award (la posición más avanzada en la creación de videos musicales).
También en ese mismo año, Talking Heads lanzó su nuevo trabajo de estudio llamado Little Creatures, un disco totalmente pop en donde se dejaba de lado los estilos rock y funk que caracterizaba sus anteriores trabajos, especialmente la grabación en vivo Stop Making Sense. Este disco es, para muchos, el trabajo más accesible de la banda.[cita requerida]
Su primer sencillo fue "And She Was", tema muy exitoso que ingresó a varios de los rankings de Billboard (entre ellos: The Billboard Hot 100, Mainstream Rock Tracks, Hot Dance Music, Club Play Singles, Maxi-Singles Sales). El disco también ingresó al ranking de los 200 álbumes más vendidos alcanzando la posición 20. El segundo sencillo de este disco fue "Road To Nowhere", una composición de Byrne acompañada por un video musical, el cual estuvo nominado a «mejor video del año» en los MTV Video Music Awards 1986. Entre los videos de "And She Was" y "Road To Nowhere", Talking Heads logró cinco nominaciones en los premios MTV. Otros sencillos extraídos de este trabajo fueron "Stay Up Late" y "The Lady Don't Mind", aunque todo el material fue reproducido frecuentemente por radios locales, incluso hasta el día de hoy.
En el año 1986, Byrne escribió, dirigió y protagonizó la película True Stories. Además, escribió y produjo la mayoría de su banda sonora, dejando todo registrado en un LP titulado Sounds From True Stories, álbum que nunca se lanzó en CD.
En ese mismo año, el nuevo disco de Talking Heads, también llamado True Stories, estaba a la venta. Fue una continuación a Little Creatures, basándose también en música particularmente pop, y su primer sencillo fue "Wild Wild Life".
Aunque Byrne alguna vez dijo que desearía nunca haber cantado el álbum True Stories, este fue muy popular,[cita requerida] y el video que acompaña al primer sencillo ganó dos premios MTV en el año 1987, entre ellos mejor video de un grupo y mejor video desde una película, además de haber tenido una tercera nominación a mejor concepto.
Para el video fueron invitados varios actores conocidos, los cuales además trabajaban en la primera película de David Byrne (True Stories), además de la participación de los propios miembros del grupo.
El segundo sencillo fue el tema que más se le acercaba al rock de todo el disco, "Love For Sale", y el tema "Puzzlin’ Evidence" ingresó sorpresivamente al ranking Mainstream Rock Tracks de Billboard, alcanzando la posición 19.
En este mismo ranking, "Wild Wild Life", alcanzó como máximo la posición número cuatro. Un suceso interesante relacionado con este álbum se dio con el título del tema "Radio Head", el cual fue adoptado por Thom Yorke y sus compañeros de banda como nombre de ésta.
Mientras tanto, Byrne salió en la portada de la prestigiosa revista Time, y fue calificado como el "hombre renacentista del rock".[cita requerida] En esta portada aparecía el nombre de todos los rubros en los cuales el artista se especializa (cantante, compositor, letrista, guitarrista, director de cine, escritor, actor, artista de videos, diseñador y fotógrafo).
En 1987, Talking Heads lanzó su primera compilación en video llamada Storytelling Giant. El compilado incluía el legendario video de "Once In A Lifetime", además de "Burning Down The House", "Road To Nowhere" y "Wild Wild Life", entre muchos otros. Storytelling Giant recibió una nominación a los premios Grammy en la categoría de mejor video extendido. 
También en este año, Byrne ya había comenzado a escribir junto a Ryuichi Sakamoto y Cong Su la banda sonora de la película The Last Emperor (El último emperador) y, en 1988, la grabación ya estaba a la venta.
Esta banda sonora logró ganar varios premios importantes: entre ellos un Grammy, un Oscar de la Academia y un Golden Globe.
También en 1988 se estaría lanzando el último disco de estudio de Talking Heads, titulado Naked, en donde aparecen ciertas características de los primeros álbumes de la banda, mezclados con elementos pop, los cuales caracterizaban a sus dos anteriores trabajos. Los dos sencillos principales del disco, los temas "(Nothing But) Flowers" y "Blind", lograron ingresar al ranking Mainstream Rock Tracks de Billboard y el álbum, por otra parte, ingresó al ranking Billboard 200 alcanzando la posición 19, la mejor desde que Speaking In Tongues llegará al puesto 15 en 1983. Naked, a pesar de tener muy buenas canciones como los sencillos nombrados, es quizás el menos aceptado por los críticos de toda la discografía de la banda.[cita requerida]
El año 1988 fue muy productivo para Byrne: además de la banda sonora de la película The Last Emperor, y el disco Naked junto a los Talking Heads, también colaboró con la banda sonora de la comedia de Jonathan Demme Married To The Mob.
Además, creó su propia compañía discográfica, Luaka Bop, inspirada en su fascinación por la world music y su experiencia adquirida junto a Talking Heads. El objetivo de esta compañía era ofrecerle a las audiencias estadounidenses la posibilidad de conocer este género.
Un año después, en 1989, Byrne lanza su tercer disco solista (sexto si contamos las colaboraciones y bandas sonoras), titulado Rei Momo. Este trabajo está basado en ritmos latinos, estilo anteriormente utilizado en el anterior álbum de Talking Heads, Naked. El disco incluía una colaboración única junto a Celia Cruz en el tema "Loco de amor", y, además dos temas elegidos como sencillos, llamados "Make Believe Mambo" y "Dirty Old Town".También incluyó temas con ritmos de merengue acompañado por el músico dominicano de merengue, Agapito Pascual. Estos dos sencillos ingresarían al ranking de Billboard Modern Rock Tracks, y, uno de ellos, "Dirty Old Town" sería tocado en vivo en el show Saturday Night Live junto al tema "Loco de amor".
Para promocionar el disco, Byrne inició una gira mundial, la cual sería su primera desde la del álbum Speaking In Tongues, entre los años 1983 y 1984 y además del lanzamiento de Rei Momo, el músico dirigió un documental llamado Ile Aiyé (The House Of Life), el cual se concentraba en rituales de música dance. En 1990, Byrne colaboró en el álbum a beneficio Red, Hot & Blue junto a artistas como Annie Lennox y U2, en la versión de un tema de Cole Porter titulado "Don't Fence Me In". El tema fue lanzado como sencillo junto a un video promocional.

### Década de 1990
Para el siguiente año, Byrne colaboró nuevamente con Robert Wilson (quien había estado involucrado en la obra The CIVIL WarS), en el disco instrumental The Forest, escribiendo música orquestal. El único sencillo lanzado desde el disco fue titulado Forestry y contiene cinco remixes de temas originales del disco instrumental, entre ellos tres versiones diferentes de Ava, el Mix Industrial de Nineveh y la versión del álbum de Machu Picchu.
En este mismo año Talking Heads anunciaba oficialmente su separación, mientras que dos compilados de la banda eran lanzados: primeramente, el álbum doble Popular Favorites 1976-1992: Sand In The Vaseline, el cual contenía los éxitos básicos de la banda además de otras extrañas elecciones tales como Memories Can't Wait del álbum Fear of Music de 1979 y Mr. Jones, del álbum Naked, entre otras.
En Europa, una versión reducida de este compilado se lanzaba a la venta un tiempo después en un solo disco, y contenía la versión de Stop Making Sense del tema Slippery People, el cual no fue incluido en el Popular Favorites. También una de las últimas fotos tomadas de la banda aparece en la portada de una edición de la revista Rolling Stone, y a Talking Heads se la nombraba como La Mejor Banda de América. Unos años antes, David Byrne sin los demás miembros del grupo había también aparecido en la portada de esta revista.
En ambas compilaciones, se incluía dos temas inéditos y los que serían lanzados como los últimos sencillos de la banda: Lifetime Piling Up y Sax and Violins. Este último llegaría a la primera posición del Ranking de Billboard de los Mainstram Rock Tracks y anteriormente se incluía en la banda sonora de la película Until the End of the World.
El video musical de Lifetime Piling Up es una compilación de varias imágenes de la banda tomadas de sus videos musicales entre 1980 y 1988 y es una rareza estos días. En la primera compilación doble, además de estos temas exclusivos, existían dos más: Popsicle y Gangster of Love, los cuales nunca fueron lanzados como sencillos.
En 1992, David Byrne graba su nuevo disco solista y primero luego de la separación de Talking Heads, titulado Uh-Oh. Este álbum sirvió como punto intermedio entre su anterior trabajo vocal Rei Momo y el que sería el próximo. Existían temas Rock como She's Mad, uno de los sencillos, y temas de estilo latino como el excelente Hanging Upside Down o Something Ain't Right.
Fue grabado junto a una banda más pequeña de la utilizada para la grabación de Rei Momo, que incluía en bajo a George Porter Jr. y como vocalistas secundarios a Dolette McDonald y Nona Hendrix.
She's Mad ingresó al ranking Mainstream Rock Tracks de Billboard, y su video musical fue uno de los innovadores en la categoría de efectos especiales, ganando dos nominaciones a los premios MTV Video Music Awards de ese año. Otros sencillos elegidos fueron Girls On My Mind y Hanging Upside Down, y para promocionar el disco David hizo una mini gira por los Estados Unidos junto a Richard Thompson tocando lo mejor de sus discos como solista, material de Talking Heads y temas escritos por Richard Thompson.
Entre 1992 y 1993, Byrne inició una gira mundial para continuar promocionando el álbum llamada Monster in the Mirror Tour, y uno de sus conciertos sería registrado en el VHS Between the Teeth, lanzado en este último año. Es un muy buen registro de los mejores temas de Rei Momo y Uh-Oh, varios temas de Talking Heads e incluso un adelanto, Buck Naked, tema que sería lanzado en su versión de estudio un año más tarde, en el álbum homónimo de David Byrne.
Para el 20 de mayo de 1994, Byrne estaría lanzando su próximo álbum solista titulado de una forma muy sencilla, David Byrne, producido por Arto Lindsay y Susan Rogers. El disco está considerado por muchos como el mejor álbum de su carrera solista, pero para algunos críticos no es demasiado bueno musicalmente hablando. Su primer sencillo fue una canción mayoritariamente hablada titulada Angels, muy similar al clásico sencillo de Talking Heads, Once in a Lifetime, de 1980. En el CD de este sencillo existen tres temas: la versión reducida para radios de Angels, y las inéditas Princess y Ready For This World. Este sencillo es una de las más importantes rarezas de la carrera de David Byrne, al igual que su extraño video musical, el cual apareció en Beavis & Butthead.
El segundo sencillo de este álbum homónimo sería el gran Back in the Box, un tema muy pegadizo y moderno, y el CD de este sencillo contenía 7 temas: 4 versiones de este misma canción, 3 remixadas y la versión del álbum, el tema instrumental de estilo étnico llamado A Woman's Secret, y dos temas en vivo: Cool Water, lanzado en su versión original en el álbum Naked de Talking Heads y grabado en el Teatro Keswick de Filadelfia el 20 de julio de 1994, y Gypsy Woman, una versión cover de un éxito de Crystal Waters grabado en el show Acoustica TV en Milán, Italia.
Al igual que el sencillo de Angels, este es una rareza y su buen video musical, en formato blanco y negro, es muy difícil de encontrar estos días.
Otros sencillos no tan importantes fueron lanzados posteriormente, como Sad Song y Lilies of the Valley, y el álbum ingresó al Ranking de los 200 más vendidos del Billboard, al igual que todos los anteriores trabajos solistas de Byrne. El músico hizo una gira mundial para promocionar el álbum llamada In Constant Motion World Tour, y realizó una presentación en el David Letterman Show tocando el clásico Big Blue Plymouth, lanzado originalmente en el primer disco totalmente solista de David Byrne llamado The Catherine Wheel: Complete Broadway Score de 1981.
Durante 1995 continuo la gira de promoción del disco, grabó una canción con la super estrella latina Selena y para el año 1996, grabó el tema Waters of March, originalmente escrito en portugués por Antonio Carlos Jobim. El tema lo interpretó junto a la cantante brasilera Marisa Monte, y su video, dirigido por Nelson Enohata, fue grabado completamente en Brasil. Este tema fue lanzado en el álbum a beneficio Red, Hot and Río, que continuaba la línea del Red, Hot and Blue de 1990.
Mientras tanto, los miembros originales de Talking Heads invitaron a David Byrne a formar la reunión completa de la banda para grabar un nuevo disco, y esta invitación fue rechazada. De aquí en adelante comenzaron de forma más intensa los distintos rumores acerca de la verdadera razón de la separación de la banda en 1991, pero aún se mantiene como un misterio.
A pesar del rechazo de esta invitación, los tres miembros restantes decidieron convertirse en The Heads, para grabar un disco titulado No Talking Just Head invitando a distintas personalidades de la música para colaborar con un tema. Entre los invitados se destacan Shaun Ryder y Michael Hutchence, líder de INXS.
En 1997 Byrne inició una nueva etapa en su carrera musical involucrándose en estilos de música electrónica y canciones pop modernas. Las investigaciones de estos estilos fueron registradas en el álbum Feelings, lanzado a principios del mes de junio y que contenía 13 canciones completamente nuevas, un instrumental de aproximadamente 20 segundos y colaboraciones con Morcheeba, Paula Cole y miembros de la banda Devo.
El primer sencillo del disco, Miss America, se convirtió en uno de los éxitos más grandes de la carrera solista de Byrne, y fue acompañado por un gran video musical dirigido por Robert Jason y producido por Ethan Wolvek. Además, el disco contenía el tema Finite=Alright, presentado anteriormente en su gira mundial de 1994. Quizás su presentación más importante durante ese año fue en el programa de televisión Sessions at West 54th, en el cual realizó un set de música electrónica, incluyendo un DJ en el escenario. Presentó sus mejores temas de Feelings como Fuzzy Freaky, en el cual Byrne se destacó con su trabajo en extendidos solos de guitarras, Dance On Vaseline, el sencillo Miss America, y versiones renovadas de clásicos de Talking Heads, como Making Flippy-Floppy y Take Me to the River.
Durante el siguiente año, 1998, David continuó con su gira, y lanzó un álbum exclusivamente en formato CD de versiones remixadas de los mejores temas de Feelings como Dance on Vaseline, You Don't Know Me, una excelente versión por parte de New Kingdom de Wicked Little Doll, y una colaboración con la banda de música electrónica Thievery Corporation. El Remix de Mark Walk & Ruby de Fuzzy Freaky fue elegido como sencillo. Fue un disco de versión limitada de 5000 copias, actualmente se encuentra agotado, y su primera mitad fue vendida durante la gira mundial de Feelings.
Un gran suceso en la carrera de David Byrne sucedió en este año, y este fue que comenzó a conducir el programa Sessions at West 54th, en el cual había dado una impresionante presentación un año antes. Tuvo muchos invitados importantes, y estos programas grabados en 1998 se comenzaron a transmitir un año después. Además de conducir el programa, en uno de los episodios hizo una pequeña presentación en vivo junto a The Balanescu Quartet, dónde hizo una versión del clásico de Kraftwerk, The Model, el gran tema del álbum Feelings llamado Burnt By the Sun, el exclusivo Dreamworld y Memories Can't Wait, de Talking Heads.
En 1999 colaboró para el álbum benéfico Red Hot and Lisbon, en donde se incluye un nuevo tema a dúo junto al cantante Caetano Veloso llamado Dreamworld.
También durante este año, se lanzó el álbum In Spite of Wishing and Wanting, que David Byrne produjo para la compañía de danza Última Vez, y que contenía nuevas composiciones instrumentales como también remixes del disco Feelings: uno de ellos era el Mix de DJ Food de Fuzzy Freaky, anteriormente incluido en The Visible Man.
Este trabajo contenía 7 temas, y el último era una versión súper extendida de Dance On Vaseline, de aproximadamente 20 minutos de duración, elegida, en una versión reducida, como tema de promoción. Un video musical fue creado para este tema en el cual no aparecía David Byrne en ningún momento, y se mostraban distintos estilos de danzas.
Durante ese año, los integrantes de Talking Heads incluyendo David Byrne se reunieron para el lanzamiento de prensa del CD y del DVD de la clásica película del concierto Stop Making Sense de Talking Heads.
También la compañía discográfica EMI Records lanzó la compilación 12x12: Original Remixes, la cual incluye 12 buenos remixes de los temas más importantes de los últimos tres álbumes de Talking Heads, incluyendo versiones extendidas de The Lady Don't Mind, Televisión Man y Radio Head.

### Década del 2000
En el año 2000, David Byrne colaboró con el álbum benéfico Mantra Mix escribiendo el tema Ain't Got So Far to Go, además de comenzar a componer los temas para su próximo disco de estudio, el cual tendría como título Look Into The Eyeball y que sería lanzado en los Estados Unidos el 8 de mayo de 2001.
El primer sencillo de este álbum fue el tema Like Humans Do y su versión Europea contenía dos temas extras: All Over Me y Princess, anteriormente lanzado en el sencillo de Angels en el año 1994.
En el año 2001, Bill Gates y su compañía Microsoft estaban preparando el lanzamiento de su nuevo sistema operativo Windows XP, y junto a él el nuevo reproductor Windows Media Player 8. David Byrne firmó con Bill Gates para que la canción Like Humans Do del álbum Look Into The Eyeball fuese incluida de forma completa en la nueva versión del programa, junto con un banner con el enlace al sitio Web de David Byrne; también está en la posterior versión Windows Media Player 9 Series. También hizo una presentación para promocionar sus nuevos temas en los estudios de Microsoft con una muy buena aceptación.
Este disco fue su primer trabajo en ingresar al Ranking de Billboard de los Top Internet Albums (los discos más descargados de forma legal y paga desde Internet). Además, fue incluido en el Ranking de los 200 más vendidos de Billboard (el último disco en entrar a este Ranking fue Feelings de 1997). La versión japonesa de este disco contenía un tema extra titulado Empire.
Otros sencillos del álbum fueron U.B. Jesus y Desconocido Soy, el cual es un tema escrito en español y a dúo con la banda mexicana Café Tacuba.
En 2002 Byrne colaboró con el grupo de música electrónica X-Press 2 para la creación del tema Lazy, el cual sería incluido en el álbum de X-Press 2, Muzikizum. El sencillo fue un hit en todo el mundo, llegando a la primera posición del Ranking de Música Electrónica de Billboard, además de ser un éxito número uno en Europa: el músico se presentó en el programa Top of the Pops tocando el tema en vivo, y además inició una gira llamada The Lazy Eyeball Tour, presentando temas del álbum Look Into The Eyeball, además de Lazy, incluido en todas sus shows.
Este año llegaría el reconocimiento más importante para la legendaria banda de David Byrne, Talking Heads: ingresaron al Salón de la Fama del Rock N' Roll, y la formación original se reunió para tocar cuatro de sus principales temas durante la ceremonia: Psycho Killer, Take Me to the River, Life During Wartime y Burning Down the House.
Según el baterista del grupo, Chris Frantz, esta reunión para el show y la presentación en vivo le dio a la banda un final feliz. Hacía más de quince años que la banda no tocaba en vivo en un escenario, y fue un momento histórico. 
Volviendo a la carrera solista de David Byrne, para el año 2003 se lanzaría el sencillo final de Look Into The Eyeball, del tema The Great Intoxication, con video musical dirigido por Jason Archer & Paul Beck.
Para septiembre de este año, David estaría lanzando su nuevo disco solista, la banda sonora de la película de David MacKenzie Young Adam, un disco mayoritariamente instrumental llamado Lead Us Not Into Temptation, y que contiene colaboraciones con miembros de Mogwai y Belle & Sebastian.
Sus dos últimos temas, Speechless y The Great Western Road fueron los únicos temas vocales de todo el álbum, y este se convirtió en uno de los discos instrumentales más importantes del año 2003.
Para finales de este año, una compilación de lo mejor de Talking Heads llamada Once in a Lifetime: Boxed Set y formada por 3 CD y 1 DVD fue lanzada al mercado con una cubierta diseñada por Stefan Sagmeister. Esta completísima compilación incluye lo mejor de todos los discos de Talking Heads, incluyendo nuevas versiones alternativas de clásicos temas de la banda como New Feeling, Cities y Drugs con la participación de Robert Fripp en guitarra, versiones extendidas de los sencillos del álbum Speaking in Tongues, y un tema nunca antes lanzado en ningún disco de la banda llamado In Asking Land (una versión previa de la canción que se convertiría en Carnival Eyes, incluida en el disco solista de David Byrne, Rei Momo de 1989).
En el año 2004, se lanzó a la venta el nuevo trabajo como solista de David Byrne titulado Grown Backwards, y para promocionarlo David comenzó una gira mundial junto a The Tosca Strings, presentando generalmente pocos temas de este trabajo pero muchos de toda su carrera, incluyendo Marching Through the Wilderness de Rei Momo, y muchos cortes de Look Into the Eyeball. Sorpresivamente ningún tema de su álbum homónimo fue incluido a excepción de Sad Songs en pocas ocasiones, pero si existieron muchos clásicos de Talking Heads.
Este disco es una continuación de los estilos musicales que el músico comenzó a explorar en su anterior trabajo vocal de 2001. El primer tema de este álbum es Glass, Concrete & Stone, una canción que anteriormente fue incluida en la banda sonora de la película Dirty Pretty Things de 2002.
Utiliza estilos musicales muy variados, como Pop, Rock, Funk, Jazz, Dance, Country e incluso estilos de Ópera para dos de los temas: Au fond Du Temple Saint de Bizet, e interpretado junto al músico contemporáneo Rufus Wainright, y Un di Felice, Etérea, de Giuseppe Verdi. Dentro del estilo del Funk y del Pop, podemos encontrar el gran ritmo de Dialog Box o de Pirates, y, el corte de difusión The Other Side Of This Life (el cual tocó en vivo en el David Letterman Show), y, dentro del Jazz se encuentra She Only Sleeps, el cual también incluye estilos de Rock.
Además, se incluye una versión renovada del tema Empire, que, originalmente se lanzó como tema extra en la versión japonesa del álbum Look Into The Eyeball de 2001, y una nueva versión remixada del éxito Lazy. El álbum entró en el ranking de los 200 más vendidos de Billboard, y sus giras para promocionarlo agotaron teatros y estadios por todo el mundo, haciéndola quizás la gira más importante de toda su carrera.
Aparte del lanzamiento de este disco solista de David Byrne, también se lanzaron dos álbumes relacionados con Talking Heads: la versión remasterizada y extendida del álbum en vivo de 1982 llamado The Name of This Band is Talking Heads, la cual casi duplicaba la duración del LP original siendo la primera vez que estos temas en vivo se lanzaron en formato CD; y The Best of Talking Heads, un álbum con los mejores 18 temas de la banda remasterizados y elegidos por sus propios miembros. 
A finales de este año, David Byrne lanzó al mercado su primer DVD de un concierto en vivo como solista, llamado Live at Union Chapel. Fue grabado en el año 2002 durante uno de los conciertos de su gira The Lazy Eyeball Tour, y contiene solo un tema del álbum Grown Backwards, él que en aquel tiempo era el adelanto del disco: Un di Felice, Etérea. Además, aparecen clásicos de Talking Heads como por ejemplo Sax and Violins, y varios temas de Look Into the Eyeball.
En 2004 Byrne apareció haciendo de sí mismo en el episodio Dude, Where's My Ranch? de Los Simpsons.
Para principios de 2005, David Byrne colaboraría con Thievery Corporation en su nuevo disco The Cosmic Game, aportando letras y vocales a uno de los temas que sería elegido como sencillo: The Heart’s a Lonely Hunter. Ese mismo año colaboró también con Fischerspooner, en el tema Get Confused.
Durante el año 2005, David Byrne no lanzó ningún material solista pero terminó con su gira mundial de promoción del disco Grown Backwards. Sin embargo, Talking Heads si apareció bastante: la banda lanzó Brick, una caja que incluía toda la discografía de la banda, remasterizada, con temas y videos extras. Los encargados del remasterizado y, en algunos casos, remixado de los temas fueron Jerry Harrison y el DJ Eric ‘E.T.’ Throngren.
Gracias a estas compilaciones y a su increíble calidad de sonido, la banda fue la gran ganadora en la entrega de los premios Music Surround Awards, llevándose cuatro de los importantes premios.
Durante los primeros meses del año 2006 todos los álbumes incluidos en Brick fueron lanzados de forma individual remasterizados y con sus respectivos bonus tracks y videos, tal como se los puede encontrar la caja. David Byrne, además, comenzó a trabajar junto a Norman Cook (conocido popularmente como Fatboy Slim) en la obra musical Here Lies Love. Finalmente fue lanzado en el año 2010, con la colaboración de reconocidas cantantes como Róisín Murphy, Sia, Santigold, Kate Pierson, Florence Welch, entre otros.
También en este mismo año se lanzó la versión remasterizada de My Life in the Bush of Ghosts con bonus tracks de las legendarias sesiones de grabación entre los años 1979 y 1981. Además, en este trabajo se puede encontrar el video de Mea Culpa, dirigido por Bruce Conner (al igual que America is Waiting extraído del mismo trabajo) y nunca antes visto.
En 2008, Byrne y Brian Eno se volvieron a reunir para lanzar el álbum Everything That Happens Will Happen Today, que fue apoyado por una gira mundial de 6 meses.
En 2012, Byrne volvería a lanzar un álbum colaborativo, esta vez con cantante estadounidense St. Vincent, llamado Love This Giant.
En 2018, publicaría su primer álbum en solitario en 14 años, American Utopia. El primer sencillo, Everybody’s Coming To My House, fue coescrito con Brian Eno.  En 2019 hace es invitado a colaborar en el segundo MTV Unplugged de la banda mexicana Café Tacvba la canción llamada "El Outsider".

## Discografía

### Álbumes
- 1977 - Talking Heads: 77
- 1978 - More Songs About Buildings And Food
- 1979 - Fear of Music
- 1980 - Remain In Light

- 1981 - My Life in the Bush of Ghosts (con Brian Eno)
- 1981 - The Catherine Wheel: Complete Broadway Score
- 1983 - Speaking In Tongues
- 1985 - Little Creatures
- 1985 - Music for the Knee Plays
- 1986 - Sounds from True Stories
- 1988 - The Last Emperor (Con Ryuichi Sakamoto & Cong Su)
- 1988 - Naked
- 1989 - Rei Momo
- 1991 - The Forest
- 1992 - Uh-Oh
- 1994 - David Byrne
- 1997 - Feelings
- 1998 - The Visible Man
- 1999 - In Spite of Wishing and Wanting
- 2001 - Look Into the Eyeball
- 2003 - Lead Us Not Into Temptation
- 2004 - Grown Backwards
- 2007 - Live from Austin Texas
- 2007 - The Knee Plays
- 2008 - Everything That Happens Will Happen Today (con Brian Eno)
- 2008 - Big Love: Hymnal
- 2010 - Here Lies Love (con Fatboy Slim)
- 2012 - Live at Carnegie Hall (con Caetano Veloso), show del año 2004
- 2012 - Love This Giant (con St. Vincent)
- 2018 - American Utopia

### Sencillos
- 1995 - God's Child (baila conmigo) (con Selena)

## Videografía

### Videoclips
- 1981 - America is Waiting (Con Brian Eno) (Dir.: Bruce Conner)
- 1981 - Mea Culpa (Con Brian Eno) (Dir.: Bruce Conner) (Realizado en 1981, lanzado en 2006)
- 1989 - Make Believe Mambo (Dir.: David Byrne)
- 1989 - Dirty Old Town (Director: David Byrne)
- 1990 - Don't Fence Me In (Dir.: David Byrne)
- 1992 - She's Mad (Dir.: David Byrne)
- 1992 - Girls On My Mind (Dir.: David Byrne)
- 1992 - Hanging Upside Down (Dir.: David Byrne)
- 1994 - Angels (Dir.: David Byrne)
- 1994 - Back in the Box (Dir. David Byrne)
- 1996 - Waters of March (Con Marisa Monte) (Dir.: Nelson Enohata)
- 1997 - Miss America (Dir.: Robert Jason)
- 2002 - Lazy (Con X-Press 2) (Dir.: Howard Shur)
- 2002 - The Great Intoxication (Dir.: Jason Archer & Paul Beck)
- 2006 - Hoy No Le Temo A La Muerte (Colaboración con «La Portuaria») (Dir.: Daniel Böhm)

### VHS / DVD
- 1986 - True Stories
- 1989 - Ile Aiyé (The House of Life)
- 1992 - Between the Teeth
- 2004 - Live at Unión Chapel

## Premios y distinciones
Premios Óscar
| Año  | Categoría          | Película            | Resultado |
| ---- | ------------------ | ------------------- | --------- |
| 1988 | Mejor banda sonora | El último emperador | Ganador   |